# Hrizne, Kompaniivka
Hrizne (în ucraineană Грізне) este un sat în comuna Cervona Sloboda din raionul Kompaniivka, regiunea Kirovohrad, Ucraina.

## Demografie
Componența lingvistică a localității Hrizne
     Ucraineană (98,7%)
     Română (1,3%)
Conform recensământului din 2001, majoritatea populației localității Hrizne era vorbitoare de ucraineană (98,7%), existând în minoritate și vorbitori de română (1,3%).